# 페일 에일

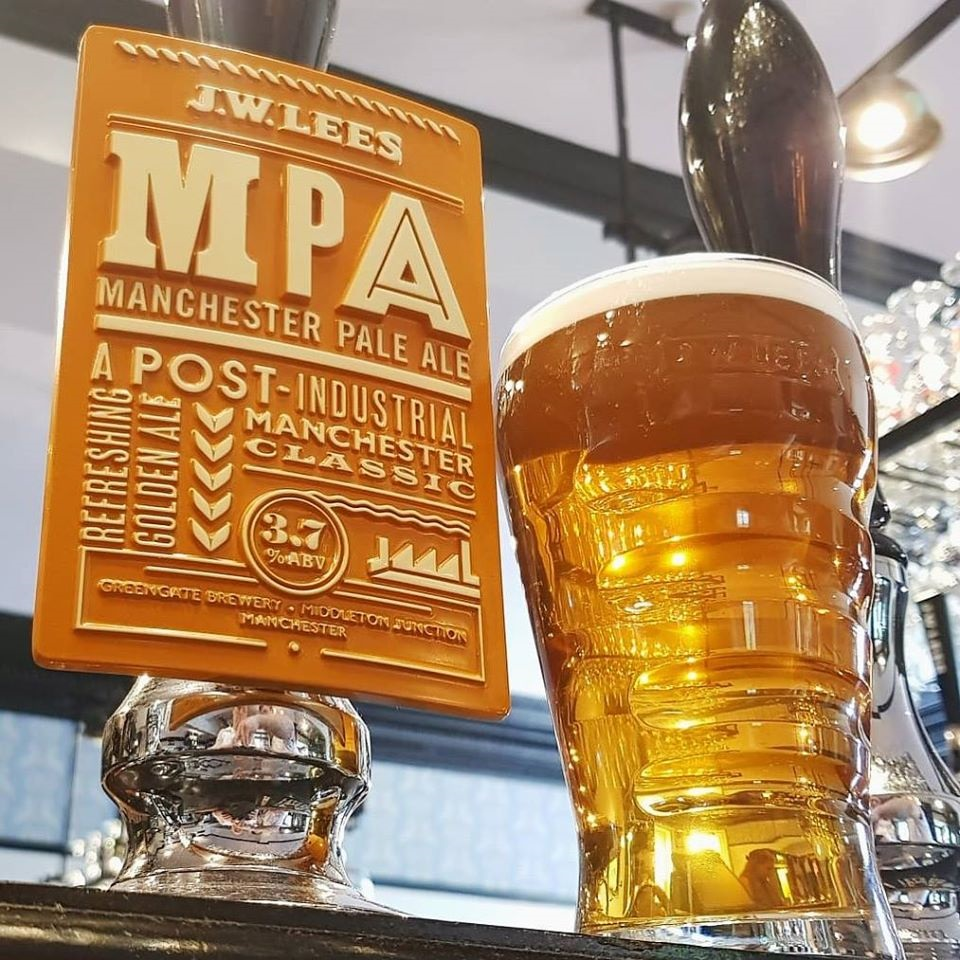
J.W. Lees 맨체스터 페일 에일

페일 에일(pale ale)은 맥아로 만든 발표 맥주이다. 이 용어는 1703년 즈음 고탄소 코크스로 말린 맥아로 만든 맥주를 의미하는 것으로 처음 등장했으며 당시 다른 인기있는 맥주보다 색이 더 연했다. 여러 방식의 양조 방법을 통해 같은 페일 에일 계열 안에서도 다양한 맛과 강도를 즐길 수 있다.